# Melkmolaar
De melkmolaar is de enige soort kies in het melkgebit. In totaal staan er 8 melkmolaren in het gebit, twee in ieder kwadrant (zie afbeelding). Qua kenmerken en functie lijken de melkmolaren op de molaren in een volwassen gebit. Ze zijn erop gebouwd om voedsel te vermalen, en daarom op vroege leeftijd nog niet onmisbaar. In de tandheelkunde maakt men dit onderscheid tussen deze twee melkmolaren;
- De eerste melkmolaren bevinden zich direct achter de melkhoektanden.
- De tweede melkmolaren bevinden zich daarachter, en liggen dus dieper in de mond.

## Ontwikkeling
De melkmolaren worden vaak als laatste zichtbaar in de kindermond, 12 à 30 maanden na de geboorte. In het 10 à 13e levensjaar worden zij gewisseld voor de premolaren. Alle melktanden zijn dan uit het gebit verdwenen. Pas na het 10 à 13e levensjaar komen de laatste 2 molaren in het gebit.

## Internationale tandnummering
Om onduidelijkheid te voorkomen heeft elke tand in het menselijke gebit door de internationale tandnummering een nummer, gebaseerd op het kwadrant en de precieze plaats vanaf het midden. Hieronder zijn de nummers van de melkmolaren in een melkgebit gegeven.
- Rechtsboven: 54 & 55
- Linksboven: 64 & 65
- Linksonder: 74 & 75
- Rechtsonder: 84 & 85

Het systeem dat hier wordt aangehouden, wijkt veel af van de nummering van het volwassen gebit. Daarin staan de eenheden 4 en 5 namelijk voor de premolaren, maar deze tanden ontbreken geheel in het melkgebit. Omdat hierover makkelijk verwarring kan ontstaan, worden de melkmolaren ook dikwijls aangegeven met IV en V (de romeinse cijfers 4 en 5).